# Canon EOS 800D
750D 850D
Le Canon EOS 800D, appelé Canon EOS Rebel T7i en Amérique du Nord, est un appareil photographique reflex numérique de 24,2 mégapixels fabriqué par Canon et annoncé en février 2017. Il remplace le Canon EOS 750D.

## Caractéristiques
- Capteur CMOS APS-C (22,3 × 14,9 mm)
- Processeur d'images : DIGIC 7
- Définition : 24,2 millions de pixels
- Ratio image : 3:2
- Objectifs EF et EF-S
- Viseur : pentamiroir avec couverture d'image d'environ 95 %
- Mode Live View avec couverture 100 % et 30 images par seconde
- Autofocus : 45 collimateurs croisés
- Mesure lumière : 63 zones avec un capteur RVB + IR de 7560 pixels
- Sensibilité : Auto de 100 à 25600 ISO, extensible à 51200 ISO
- Vidéo Full-HD 1080p à 60 images/s avec autofocus continu (AF CMOS Dual Pixel)
- Flash intégré NG 12
- Connexions Bluetooth, NFC et Wi-Fi